# Dziewczyna mojego chłopaka
Dziewczyna mojego chłopaka è il secondo singolo della cantante pop e soul polacca Monika Brodka.

## Classifiche
| Classifica (2004) | Posizione massima |
| ----------------- | ----------------- |
| Europa            | 79                |
| Polonia           | 15                |